# Торонска епархия
Торонската епархия (на латински: Dioecesis Toronensis) е титулярна епископия на Римокатолическата църква с номинално седалище в македонското селище Торони, Гърция. Епархията е подчинена на Солунската архиепископия.

## История
През XVIII век Светият престол въвежда титлата Toronensis във връзка с гръцкия град Тороне, седалище на предполагаема суфраганна епархия на архиепископията на Солун. Въпреки това нито едно Notitia Episcopatuum на Константинополската патриаршия не споменава тази епархия и нито един от нейните епископи не е известен.
В Index sedium titularium от 1933 година катедрата вече не се появява и е окончателно премахната със смъртта на последния титуляр в 1941 година.
Титулярни епископи
| Име                      | Име                        | Управление                           | Забележка              | Години                              |
| ------------------------ | -------------------------- | ------------------------------------ | ---------------------- | ----------------------------------- |
| Франчишек Каниговски     | Franciszek Kanigowski      | 11 ноември 1740 – 27 май 1759 †      |                        | 5 октомври 1686 – 27 май 1759       |
| Марчин Чижевски          | Marcin Chyczewski          | 30 март 1789 – 23 юни 1796 †         |                        | 11 ноември 1725 – 23 юни 1796       |
| Орацио Бетакини          | Orazio Bettacchini         | 6 май 1845 – 26 юли 1857 †           |                        | 1810 – 26 юли 1857                  |
| Джейвс Етъридж           | James Etheridge            | 6 юли 1858 – 31 декември 1877 †      |                        | 19 октомври 1808 – 31 декември 1877 |
| Франсоа-Матурин Гишар    | François-Mathurin Guichard | 1 октомври 1884 – 21 октомври 1913 † |                        | 18 ноември 1841 – 23 юни 1796       |
| Исидро Карильо и Саласар | Isidro Carrillo y Salazar  | 11 декември 1913 – 24 декември 1924  | в епископ на Матагалпа | 9 април 1876 – 16 април 1931        |
| Пиер Пато                | Pierre Patau               | 1 май 1925 – 6 март 1941 †           |                        | 4 май 1864 – 6 март 1941            |